# Burnin' Up (canção de Jonas Brothers)
"Burnin' Up" (em inglês:  Queimando ou Fervendo) é o primeiro single da banda Jonas Brothers, do seu terceiro álbum de estúdio, A Little Bit Longer. O seu lançamento oficial ocorreu em 19 de Junho de 2008 na rádio Disney, e foi lançado no iTunes dia 20 de Junho de 2008. Tem a participação de Big Rob e foi escrita por Nick, Joe e Kevin Jonas.

## Videoclipe
O videoclipe do single conta com a participação de diversos artistas, entre eles: Selena Gomez, Big Rob , David Carradine, Robert Davi e Danny Trejo. Na trama Nick vira um agente, Joe um tira com um parceiro que é interpretado por Big Rob, e Kevin é um lutador de kung fu que salva uma garota. Além da participação na trama, Big Rob participou na música.